# Stanići (Kapela)
Stanići falu Horvátországban Belovár-Bilogora megyében. Közigazgatásilag Kapelához tartozik.

## Fekvése
Belovártól légvonalban 7, közúton 9 km-re északra, községközpontjától légvonalban 3, közúton 4 km-re délnyugatra, a Švastica- és Ratkovac-patakok völgye feletti magaslaton fekszik.

## Története
A falu a török kiűzése után a 17. században keletkezett, amikor a kihalt vidékre keresztény lakosságot telepítettek be. 1775-ben az első katonai felmérés térképén „Dorf Sztanichi” néven szerepel. A település katonai közigazgatás idején a szentgyörgyi ezredhez tartozott. Lipszky János 1808-ban Budán kiadott repertóriumában „Sztanichich” néven szerepel.  
Nagy Lajos 1829-ben kiadott művében „Sztanichi” néven 26 házzal, 67 katolikus és 122 ortodox vallású lakossal találjuk.
A katonai közigazgatás megszüntetése után Magyar Királyságon belül Horvátország részeként, Belovár-Kőrös vármegye Belovári járásának része volt. 1857-ben 162, 1910-ben 278 lakosa volt. Az 1910-es népszámlálás szerint lakosságának 78%-a horvát, 20%-a szerb anyanyelvű volt. 1918-ban az új szerb-horvát-szlovén állam, majd később Jugoszlávia része lett. 1941 és 1945 között a németbarát Független Horvát Államhoz, majd a háború után a szocialista Jugoszláviához tartozott. A háború után a fiatalok elvándorlása miatt lakossága folyamatosan csökkent. 1991-től a független Horvátország része. 1991-ben  lakosságának 89%-a horvát nemzetiségű volt. 2011-ben a településnek 123 lakosa volt.

## Lakossága
| Lakosság változása | Lakosság változása | Lakosság változása | Lakosság változása | Lakosság változása | Lakosság változása | Lakosság változása | Lakosság változása | Lakosság változása | Lakosság változása | Lakosság változása | Lakosság változása | Lakosság változása | Lakosság változása | Lakosság változása | Lakosság változása |
| ------------------ | ------------------ | ------------------ | ------------------ | ------------------ | ------------------ | ------------------ | ------------------ | ------------------ | ------------------ | ------------------ | ------------------ | ------------------ | ------------------ | ------------------ | ------------------ |
| 1857               | 1869               | 1880               | 1890               | 1900               | 1910               | 1921               | 1931               | 1948               | 1953               | 1961               | 1971               | 1981               | 1991               | 2001               | 2011               |
| 162                | 183                | 185                | 181                | 208                | 278                | 293                | 243                | 229                | 220                | 211                | 205                | 171                | 142                | 146                | 123                |

(1910-ben és 1921-ben Lalići lakosságát is ide számították.)